# Dudley Selden
Dudley Selden (* 1794; † 7. November 1855 in Paris, Frankreich) war ein US-amerikanischer Jurist und Politiker. Er vertrat in den Jahren 1833 und 1834 den Bundesstaat New York im US-Repräsentantenhaus.

## Werdegang
Dudley Selden wurde Ende des 18. Jahrhunderts geboren. Er graduierte 1819 am Union College in Schenectady. Selden studierte Jura und begann nach dem Erhalt seiner Zulassung als Anwalt 1831 in New York City zu praktizieren. Er saß im selben Jahr in der New York State Assembly. Politisch gehörte er der Jacksonian-Fraktion an. Bei den Kongresswahlen des Jahres 1832 wurde er im dritten Wahlbezirk von New York in das US-Repräsentantenhaus in Washington, D.C. gewählt, wo er am 4. März 1833 die Nachfolge von Churchill C. Cambreleng, Campbell P. White und Gulian C. Verplanck antrat, welche zuvor zusammen den dritten Distrikt im US-Repräsentantenhaus vertraten. Allerdings trat er am 1. Juli 1834 von seinem Kongresssitz zurück. Er verstarb am 7. November 1855 in Paris. Sein Leichnam wurde dann auf dem Green-Wood Cemetery in Brooklyn beigesetzt.